# SELECT
SQL příkaz SELECT vrací množinu záznamů z jedné a nebo více tabulek.

## Syntaxe
```
  
SELECT

   
[
ALL
 
|
 
DISTINCT
]

   
{
[
tabulka
.
 
|
 
alias
.
 
|
 
pohled
.]
{
*
 
|
 
sloupec
 
|
 
sloupec
 
AS
 
alias
}

   
|
 
AVG
([
tabulka
.
 
|
 
alias
.
 
|
 
pohled
.]
<
sloupec
>
)
 
[
AS
 
<
alias
>
]

   
|
 
MIN
([
tabulka
.
 
|
 
alias
.
 
|
 
pohled
.]
<
sloupec
>
)
 
[
AS
 
<
alias
>
]

   
|
 
MAX
([
tabulka
.
 
|
 
alias
.
 
|
 
pohled
.]
<
sloupec
>
)
 
[
AS
 
<
alias
>
]

   
|
 
COUNT
([
tabulka
.
 
|
 
alias
.
 
|
 
pohled
.]
<*
 
|
 
sloupec
>
)
 
[
AS
 
<
alias
>
]

   
}
[,...
n
]

   

   
[
INTO
 
jméno_nové_tabulky
]

   

   
FROM
 
<
tabulka
>
 
[
AS
 
<
alias
>
][,...
 
n
]

   

   
[[
INNER
 
|
 
FULL
]
 
JOIN
 
<
tabulka
>
 
ON
 
<
spojovaci
 
podminka
>

   
|
 
<
LEFT
 
|
 
RIGHT
>
 
OUTER
 
JOIN
 
<
tabulka
>
 
ON
 
<
spojovaci
 
podminka
>

   
|
 
CROSS
 
JOIN
 
<
sloupce
>

   
[
AS
 
<
alias
>
]
 

   
[,...
 
n
]]

   

   
[
WHERE
 
<
podmínky
>

    
|
 
<
sloupec
>
 
<
operator
>
 
<
sloupec
 
|
 
hodnota
>
 

    
|
 
<
sloupec
>
 
<
operator
>
 
<
sloupec
 
|
 
hodnota
>
 
<
AND
 
|
 
OR
 
|
 
NOT
>
 
<
sloupec
>
 
<
operator
>
 
<
sloupec
 
|
 
hodnota
>
 

    
|
 
<
sloupec
>
 
BETWEEN
 
<
hodnota
>
 
AND
 
<
hodnota
>

    
|
 
<
sloupec
>
 
LIKE
 
<
regularni
 
vyraz
>

    
|
 
<
sloupec
>
 
IN
 
<
vycet
 
hodnot
>

    
|
 
<
sloupec
 
|
 
vyraz
>
 
<
operator
>
 
ANY
 
|
 
SOME
 
(
poddotaz
)

    
|
 
EXISTS
 
(
poddotaz
)]

   
[
GROUP
 
BY
 
<
nazev
 
sloupce
>
[,...
 
n
]]

   
[
HAVING
 
<
omezujici
 
podminka
 
postavena
 
na
 
vysledcich
 
klauzule
 
GROUP
 
BY
>
]

   
[
ORDER
 
BY
 
<
sloupec
>
[,...
 
n
]
 
[
ASC
 
|
 
DESC
]]

[
UNION
 
<
SELECT
 
dotaz
>
]

```

Míra implementace SQL dotazů se liší u každého SŘBD, proto je třeba mít při psaní konkrétních dotazů na zřeteli konkrétní SŘBD, na kterém bude dotaz prováděn. Bližší informace naleznete v referenčních manuálech.

## Příklad
```
 
SELECT
 
id
,
 
zakaznik
,
 
cena
 
FROM
 
smlouvy
 
WHERE
 
cena
>
10000
 
AND
 
se_slevou
=
1
 
ORDER
 
BY
 
cena
 
DESC

```

## Další vlastnosti

### DISTINCT
Klíčové slovo DISTINCT (někdy používáno DISTINCTROW) z výpisu odstraní záznamy, které se v dané hodnotě pole opakují. Výsledkem pro daný sloupec bude seznam všech hodnot (vyhovující případné podmínce výpisu); každé zastoupené jen jednou. SELECT s DISTINCT vypisuje z logických důvodů většinou jen jedno pole.

### Omezení počtu zobrazených řádků
Databázové stroje většinou umožňují pomocí nějakého klíčového slova v SQL omezit počet vybraných řádků na určitou hodnotu.

#### TOP
Databáze Microsoft Access, MSSQL mají klauzuli TOP, která se vkládá hned za SELECT…
```
SELECT
 
TOP
 
10
 
jmeno_skladby
 
FROM
 
zebricek_skladeb
 
ORDER
 
BY
 
poslouchanost
 
DESC
;

```

#### LIMIT a OFFSET
Databáze MySQL, PostgreSQL mají klauzuli LIMIT, která kromě maximálního počtu zobrazených řádků umožňuje určit i od jakého místa (ofsetu) z výsledných řádků dotazu (pomyslného celkového výběru) má vracení výsledku začít. Například dotaz
```
SELECT
 
jmeno_skladby
 
FROM
 
zebricek_skladeb
 
ORDER
 
BY
 
poslouchanost
 
LIMIT
 
5
,
10
;

```

by zobrazil záznamy na 5. až 15. místě.
Je možné použít
- LIMIT s jedním parametrem – maximálním počtem vypsaných řádků
- LIMIT se dvěma parametry – první je maximální počet vypsaných řádků a druhý pozice, od které má výpis začínat (offset)
- LIMIT v kombinaci s klíčovým slovem OFFSET – místo varianty dvou čísel oddělených čárkou

```
SELECT
 
jmeno_skladby
 
FROM
 
zebricek_skladeb
 
ORDER
 
BY
 
poslouchanost
 
LIMIT
 
10
 
OFFSET
 
5
;

```

#### SQL_CALC_FOUND_ROWS
Konkrétně MySQL navíc podporuje klíčové slovo SQL_CALC_FOUND_ROWS (není součástí žádného SQL standardu), které se umisťuje za SELECT a způsobí, že databázový stroj si i přes omezení dané klíčovým slovem LIMIT ve výběrovém dotazu uloží celkový počet záznamů splňujících podmínku v klauzuli WHERE (pokud je zadaná) a ten pak může poslat jako výsledek dotazu:
```
SELECT
 
FOUND_ROWS
()

```

 Výhodou je, že pro zjištění celkového počtu řádků nemusí být spouštěn další dotaz.